# Pardosa hydaspis
Pardosa hydaspis là một loài nhện trong họ Lycosidae.
Loài này thuộc chi Pardosa. Pardosa hydaspis được Lodovico di Caporiacco miêu tả năm 1935.